# Selšček
Selšček este o localitate din comuna Cerknica, Slovenia, cu o populație de 137 de locuitori.